# Atriplex canescens
Atriplex canescens o chamiza es una especie de arbusto perennifolio dentro de la familia Amaranthaceae, nativo del oeste de los Estados Unidos. 

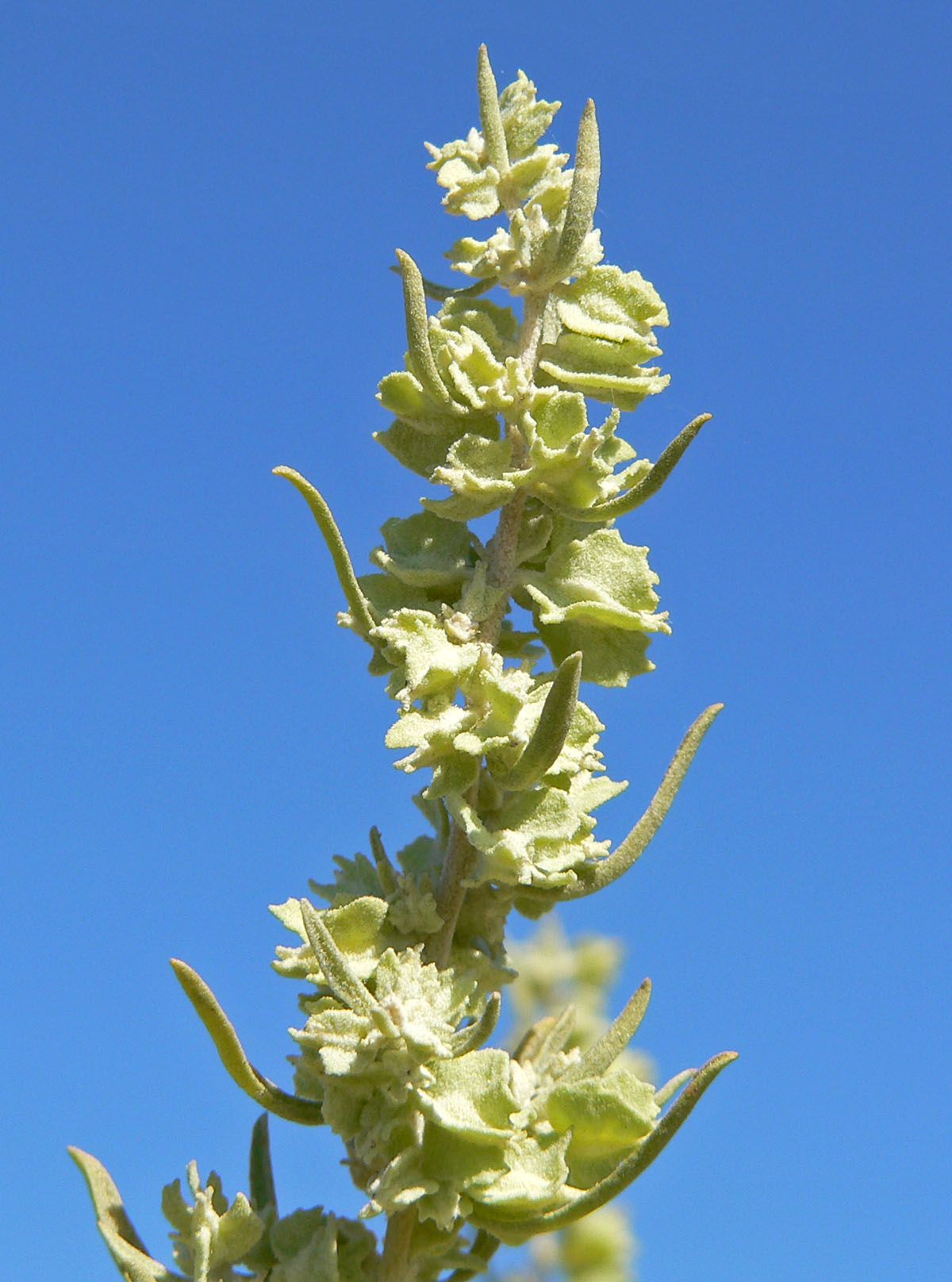
Detalle de la planta

## Descripción
Atriplex canescens tiene una forma muy variable, y cruza por hibridación fácilmente con varias otras especies en el género Atriplex. El grado de poliploídia también da lugar a variaciones en forma. Su altura puede variar desde 2 dm a 2 m, pero de 4 a 8 decímetros son los tamaños más comunes. 
Las hojas son finas de 2 a 4 cm de largas. Se identifica más fácilmente por sus frutos, que tienen cuatro alas en los ángulos de 90 grados, son ásperas y se empaquetan densamente en largos vástagos. El vástago de la fruta se asemeja al de las avenas. 
Atriplex canescens es la planta más común de la sucesión en tierras recién removidas y dunas de arena activas. También se encuentra en terrenos más maduros dominados por Artemisia tridentata Nutt. y Atriplex confertifolia.

## Taxonomía
Atriplex canescens fue descrita por (Pursh) Nutt. y publicado en The Genera of North American Plants 1: 197. 1818.
Etimología
Atriplex: nombre genérico latino con el que se conoce a la planta.
canescens: epíteto latino  que significa "canoso, gris.
Variedades aceptadas
- Atriplex canescens var. canescens
- Atriplex canescens var. linearis (S.Watson) Munz
- Atriplex canescens subsp. macropoda (Rose & Standl.) H.M.Hall & Clem.

Sinonimia
| - Atriplex angustior Cockerell - Atriplex berlandieri Moq. - Atriplex fruticosa Nutt. ex Moq. - Atriplex heterophylla Nutt. ex Moq. - Atriplex occidentalis (Torr. & Frém.) D.Dietr. - Atriplex tetraptera (Benth.) Rydb. - Calligonum canescens Pursh | - Lophocarya spinosa Nutt. ex Moq. - Obione berlandieri (Moq.) Moq. - Obione canescens (Pursh) Moq. - Obione canescens (Pursh) Torr. - Obione tetraptera Benth. - Pterocarya spinosa Nutt. ex Moq. - Pterochiton canescens (Pursh) Nutt. |